# Przemysław Zwoliński
Przemysław Zwoliński (ur. 26 września 1914 w Opawie na Śląsku Czeskim, zm. 4 listopada 1981 w Warszawie) – polski językoznawca, zajmujący się głównie filologią ukraińską,  rosyjską i bułgarską.

## Życiorys
W roku 1936 ukończył studia na Uniwersytecie Jana Kazimierza we Lwowie. 
Prowadził wykłady z dziedziny językoznawstwa na uniwersytetach we Lwowie, Wrocławiu, Toruniu i Krakowie.
W latach 1953–1970 był profesorem i kierownikiem katedry filologii ukraińskiej Uniwersytetu Warszawskiego, w latach 1957–1968 kierownikiem laboratorium filologii ukraińskiej  Polskiej Akademii Nauk, od roku 1968 dyrektorem Instytutu Filologii Rosyjskiej a od roku 1971 kierownikiem katedry językoznawstwa ogólnego Uniwersytetu Warszawskiego.
Zajmował się zagadnieniami polskiej onomastyki, słowotwórstwa, historii języka polskiego i innych języków słowiańskich (ukraiński, bułgarski).
W 1968 odznaczony bułgarskim Orderem Cyryla i Metodego I klasy.

## Wybrane dzieła
- Zwoliński, Przemysław: Funkcja słowotwórcza elementu -sław w staropolskich imionach osobowych : Kraków : [s.n.], 1950
- Zwoliński, Przemysław: Liczebniki zespołowe typu "samotrzeć" w języku polskim na tle słowiańskim i indoeuropejskim : Wrocław : Zakład im. Ossolińskich : Wydawnictwo PAN, 1954.
- Zwoliński, Przemysław: Przyczynki do repartycji polskich końcówek -a // -u w dopełniaczu l. poj. rzeczowników męskich : Kraków : [s.n.], 1948
- Zwoliński, Przemysław: Studia nad topomastyką Bułgarii : Cz. 1, Nazwy z sufiksem –štica : Kraków : [s.n.], 1948
- Szkice i studia z historii slawistyki / Przemysław Zwoliński ; wyboru dokonał Mieczysław Basaj ; Polska Akademia Nauk. Komitet Słowianoznawstwa. Wrocław : Zakład Narodowy im. Ossolińskich, 1988 : ISBN 83-04-02888-3.
- Zwoliński, Przemysław: Uwagi o języku M. Bielskiego Warszawa : Polska Akademia Nauk, 1953.
- Zwoliński, Przemysław: Wypowiedzi gramatyków XVI i XVII wieku o dialektyzmach w ówczesnej polszczyźnie : Wrocław : [s.n.], 1952
- Zwoliński Przemysław, Hrabec Stefan: Dzieje języka ukraińskiego w zarysie : Warszawa : Państwowe Wydawnictwo Naukowe, 1956
- Lehr-Spławiński, Tadeusz, Zwoliński, Przemysław, Hrabec, Stefan: Dzieje języka ukraińskiego w zarysie : Warszawa : Państwowe Wydawnictwo Naukowe, 1956